# Marcha atlética
La marcha atlética es una disciplina del atletismo en la que se intenta caminar lo más rápido posible (marchar) sin llegar a correr. El límite entre la marcha y la carrera se establece en el momento en que el atleta pierde contacto con el suelo de manera visible. Cuando sucede esto, se da por hecho que el marchador está corriendo (en argot de marchadores: está volando o "flotando"). No se debe confundir con la carrera a pie, donde los atletas pueden despegar ambos pies del suelo al mismo tiempo, y con la caminata de calle, en la que no se puede trotar ni marchar.
Aunque es una de las primeras especialidades que se comenzaron a practicar, sigue siendo una gran desconocida entre las diferentes disciplinas del atletismo. A pesar de este desconocimiento es muy popular en algunos países donde existe una gran tradición, como pueden ser España, Italia, China, Japón, México, Ecuador, Guatemala, Rusia y algunos países de la antigua Unión Soviética. 
En el presente artículo se hace referencia a distancias en metros y en kilómetros. Vienen expresadas en metros cuando se trata de pruebas en pista (400 m de cuerda) o pista cubierta (habitualmente de 200 m de cuerda). Cuando las distancias vienen expresadas en kilómetros es porque se trata de pruebas «en ruta», es decir, en la calle o en carretera (fuera del estadio o instalación deportiva).

## Historia

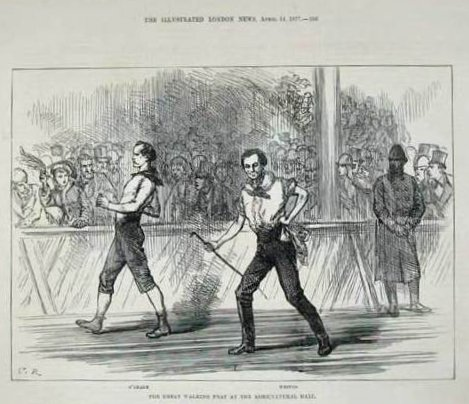
Seis días de Londres de 1877. Weston contra O'Leary.

La práctica de la marcha atlética aparece documentada por primera vez en la Inglaterra de finales del siglo XVIII, donde se hace popular. Esta popularidad fue en aumento durante el siglo XIX, llamando la atención del resto de Europa, de tal forma que en Italia, Francia, Alemania y Suecia se organizaron marchas populares multitudinarias. Posteriormente cruzó el océano Atlántico para darse a conocer en Estados Unidos y especialmente en México.
La entrada en el siglo XX fue testigo del reconocimiento de la marcha atlética como una disciplina atlética seria y bien reglada. Fue incluida en el programa olímpico, en categoría masculina, en 1908 (Juegos Olímpicos de Londres), en las distancias de 3500 m y 10 millas. Después de esto no se volvieron a realizar competiciones internacionales sobre la distancia de 10 millas. Anteriormente ya había hecho su aparición en los no reconocidos Juegos Intercalados de Atenas de 1906, donde se compitió sobre las distancias de 1500 y 3000 m. Tampoco volvieron a realizarse competiciones internacionales sobre la distancia de 1500 m.
Las mujeres tuvieron que esperar unos cuantos años antes de poder competir en esta especialidad. A nivel mundial hubo que esperar hasta el año 1979, con motivo de la Copa del Mundo de Marcha Atlética celebrada en Eschborn donde compitieron sobre la distancia de 5 km, hasta 1985 en los Juegos Mundiales en Pista Cubierta  celebrados en Paris-Bercy (sobre 3000 m), también en 1985 en los Juegos Mundiales Universitarios de Kōbe (también sobre 5 km) y hasta 1987 en los Campeonatos Mundiales de Atletismo (sobre 10 km) que tuvieron lugar en la ciudad de Roma. Para participar en unos Juegos Olímpicos las marchadoras tuvieron que esperar un poquito más todavía. Concretamente hasta 1992, con motivo de los Juegos Olímpicos de Barcelona donde compitieron sobre la distancia de 10 km. Desde los Juegos Olímpicos de Sídney del año 2000 la distancia para las mujeres es de 20 km.

## Reglamento
Todas las informaciones se refieren a competiciones de alcance mundial

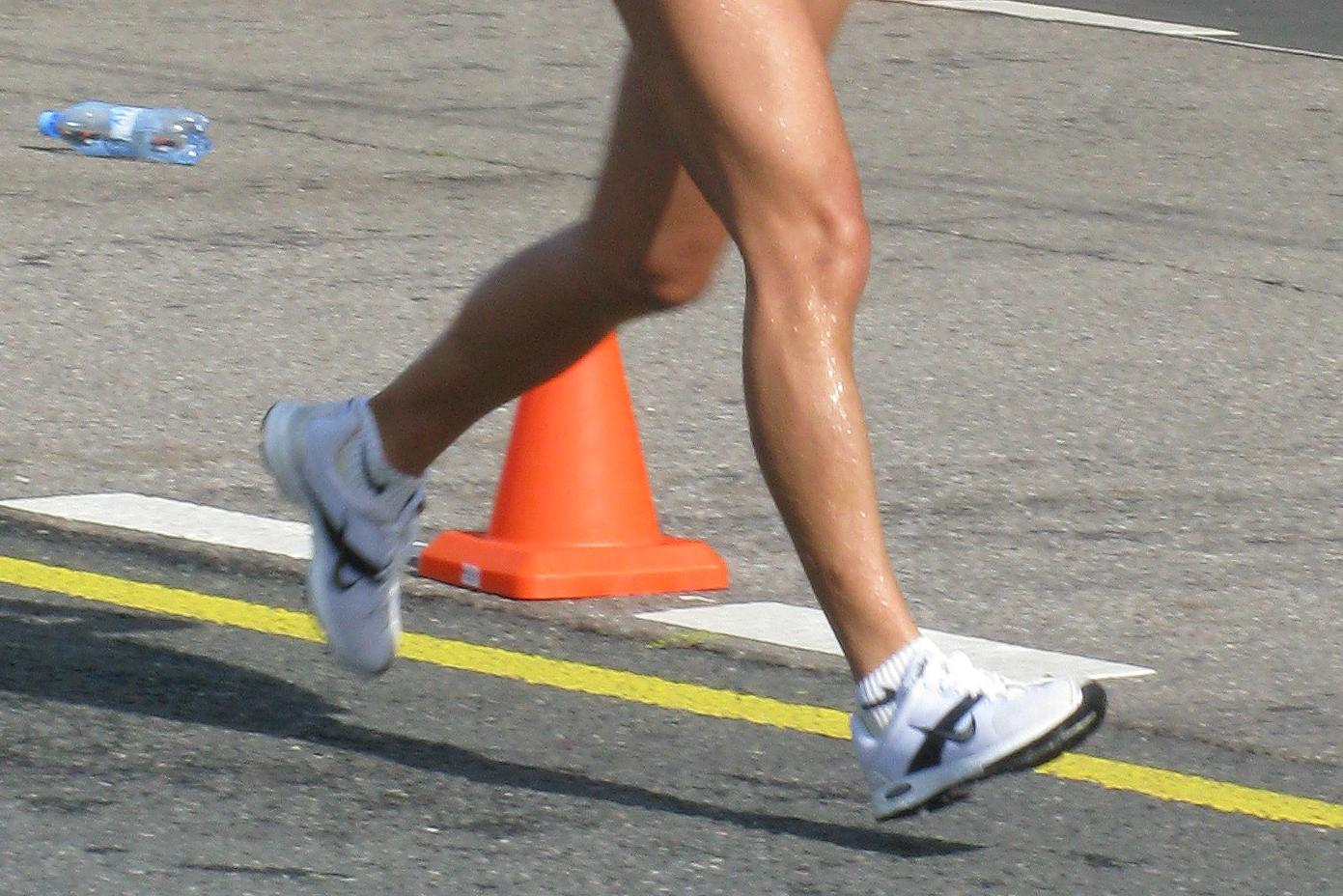
Pérdida de contacto.

Las normas en la marcha atlética han sufrido diversas modificaciones. Aunque la regla fundamental que exige el contacto permanente con el suelo se ha mantenido inalterable, no ha sucedido lo mismo con la referente a la flexión de la rodilla.

La pierna que se avanza tiene que estar recta, (es decir, no doblada por la rodilla) desde el momento del primer contacto con el suelo hasta que se halle en posición vertical.
Asociación Internacional de Federaciones de Atletismo, REGLAS DE COMPETICIÓN IAAF 2014-2015 Art.230.1 pág:254

Si bien en la actualidad se exige que la pierna esté recta desde el momento en que contacta con el suelo hasta que alcanza la verticalidad, en un principio se permitía la flexión de la rodilla siempre y cuando esta no fuese exagerada y el marchador no diese la impresión de ir corriendo. Esta permisividad se sigue aplicando en la ultramarcha o marcha de gran fondo, que tiene su mayor expresión en la prueba de 24 horas, de gran tradición en Francia e Inglaterra, y que se disputa también de forma habitual en los Países Bajos, Suiza, Australia y los Estados Unidos. Dentro del calendario de pruebas de gran fondo, la de mayor prestigio es la París-Colmar —creada en 1926 como la prueba París-Estrasburgo—, de cerca de 500 km de recorrido. La más larga es, sin embargo, los Seis días marcha que empezó a disputarse en 2009, y en la que el vencedor de la edición de 2010, Alain Grassi, recorrió un total de 701,892 km.
- La salida

La salida de una carrera deberá estar señalada por una línea blanca de 50 mm de anchura. En todas las carreras que no se disputen por calles individuales, la línea de salida deberá ser curvada, de tal modo que todos los atletas empiecen a la misma distancia de la meta. Para todas las pruebas de cualquier distancia las posiciones de salida serán numeradas de izquierda a derecha en el sentido de la carrera.
Nota 1: En las pruebas en las que la salida se efectúa fuera del Estadio la línea de salida podrá tener una anchura de hasta 0.30 m y ser de un color que contraste visiblemente con la superficie de la zona de salida.
Asociación Internacional de Federaciones de Atletismo, REGLAS DE COMPETICIÓN IAAF 2014-2015 Art.162.1 pág:163

La salida se dará de la forma habitual en las carreras de distancias superiores a los 400 m y si hubiera muchos participantes se darán avisos cuando falten 5, 3 y 1 minutos para el comienzo de la carrera.
- La carrera

Las carreras se programarán para que empiecen y terminen con luz de día.
Asociación Internacional de Federaciones de Atletismo, REGLAS DE COMPETICIÓN IAAF 2014-2015 Art: 230.13 pág:258 

En la salida y llegada se debe disponer de agua y otros avituallamientos. En las pruebas de hasta 10 km se pondrán puestos de bebida (solo agua) y esponjas empapadas a intervalos adecuados si las condiciones climatológicas lo hacen recomendable. En distancias superiores se pondrán puestos de avituallamiento a cada vuelta y además puestos de bebida (solo agua) y esponjas empapadas aproximadamente a mitad del recorrido. Esto puede variar dependiendo de las condiciones climatológicas en que se desarrolle la prueba.
Un atleta puede aportar sus propios avituallamientos, que le serán entregados en los puntos correspondientes y debidamente autorizados por la organización, por personas autorizadas. En competiciones de alto nivel hasta dos representantes de cada país pueden situarse en la mesa de avituallamiento, pero no pueden correr al lado del atleta. Un atleta que tome avituallamiento indebido o fuera del lugar habilitado para ello será descalificado. Si un atleta deja el recorrido marcado, recorriendo con ello una distancia menor, será descalificado. Solo en las pruebas de 20 km o más pueden abandonar la pista o recorrido con permiso y supervisión de un oficial y sin disminuir con ello la distancia a recorrer.

## Jueces
La misión a desempeñar por el Juez de Marcha es asegurar que ningún competidor finaliza la prueba si ha incumplido con la definición especificada en el Artículo 230 de la IAAF.
Asociación Internacional de Federaciones de Atletismo, Marcha Atlética - Una guía para juzgar y organizar

Palas utilizadas por los jueces en marcha atlética.

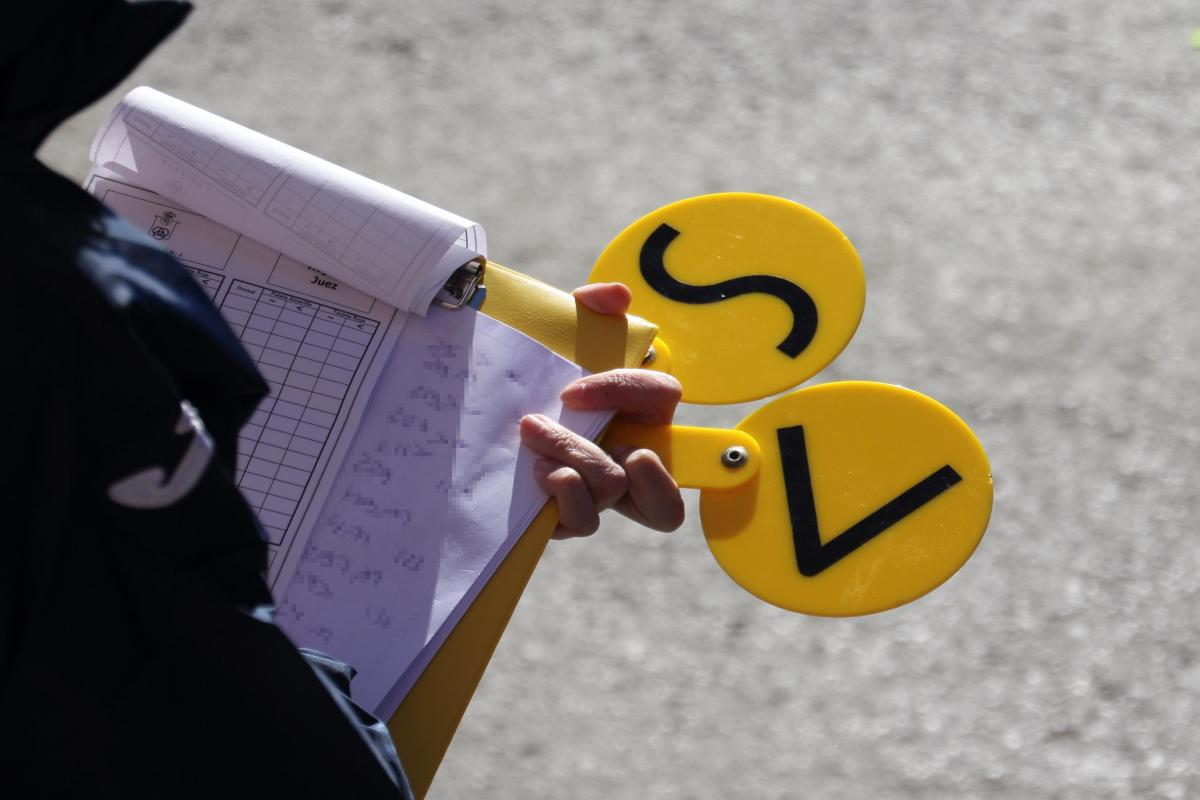
Palas de avisos.

El reglamento establece que los jueces de marcha han de avisar a los atletas que por su forma de marchar corren el riesgo de cometer falta, y para ello utilizan discos amarillos (palas de avisos) con el símbolo de la posible infracción. Cuando a juicio de un juez de marcha un atleta comete una infracción envía una tarjeta roja al juez jefe. Estas tarjetas van subiendo en forma de anotaciones (así como el dorsal del atleta) a uno o varios paneles situados a lo largo del recorrido y cerca de la meta, que se mantienen a la vista de los participantes.
Cuando tres jueces distintos han pasado sendas tarjetas rojas de un atleta, el juez jefe procede a su descalificación mostrándole la pala de color rojo (véase Regla del «Pit Lane» en esta misma sección). La descalificación puede ser notificada por el juez jefe o un adjunto mostrándole la pala de color rojo, y el atleta deberá abandonar el circuito o la pista. Un atleta no puede ser descalificado como consecuencia de la existencia de más de una tarjeta roja procedente de jueces de la misma nacionalidad.
El juez jefe de marcha tiene potestad para descalificar directamente a un marchador en los últimos 100 m de la prueba, o cuando el atleta entra al estadio si se celebraba fuera, cuando marcha obviamente contra la norma e independientemente de los avisos y tarjetas rojas que haya recibido con anterioridad. El atleta descalificado de esta manera tiene derecho a terminar la prueba.
- Regla del «Pit Lane»

La Regla del «Pit Lane» parte de una propuesta del Comité de Marcha Atlética de la IAAF en abril de 2013. El Consejo de la IAAF decidió que en la temporada 2014-2015 todas las competiciones de marcha a nivel nacional para categorías entre Alevín y Juvenil se realicen, cuando sea posible, siguiendo esta normativa.
La finalidad de esta regla es la de...

...reducir (si no elimimar por completo) las descalificaciones, siendo válidas las marcas que con esta regla se obtengan.
Real Federación Española de Atletismo, REGLAMENTO DE APLICACIÓN DEL «PIT LANE» EN LAS PRUEBAS DE MARCHA Circular nº: 208/2014

...aimed at reducing (if not eliminating altogether) disqualifications.
Asociación Internacional de Federaciones de Atletismo, IAAF Race Walking «Pit Lane Rule» Circular nº: M/10/14

Esquema de la Regla del «Pit Lane».

La regla consiste, básicamente, en que cuando un atleta recibe tres tarjetas rojas (no confundir con tres avisos) deberá entrar en una zona reservada o área de penalización (zona de Pit Lane) donde esperará durante el tiempo reglamentario. Los tiempos dependen de la distancia de la competición y son los siguientes:
| Tiempos de penalización                                                         | Tiempos de penalización | Tiempos de penalización | Tiempos de penalización |
| Distancia de carrera                                                            | Tiempo                  | Distancia de carrera    | Tiempo                  |
| ------------------------------------------------------------------------------- | ----------------------- | ----------------------- | ----------------------- |
| 5.000 m / 5 km                                                                  | 0,5 minutos             | 30 000 m / 30 km        | 3 minutos               |
| 10 000 m / 10 km                                                                | 1 minuto                | 40 000 m / 40 km        | 4 minutos               |
| 20 000 m / 20 km                                                                | 2 minutos               | 50 000 m / 50 km        | 5 minutos               |
| Distancias en metros indican pruebas en pista y en kilómetros, pruebas en ruta. |                         |                         |                         |

Dentro del área de penalización el atleta puede moverse con libertad y no será penalizado aunque pierda el contacto con el terreno. No puede avituallar pero si recibir indicaciones de su entrenador. Como indica la circular, «[...] el ancho puede variar pero debería ser capaz de permitir la estancia de hasta 5 atletas al mismo tiempo.» Diez segundos antes de reincorporarse se le informará mediante la exhibición por parte de un juez de la tarjeta de aviso adecuada. Si el atleta, tras pasar por el «Pit Lane», recibe una nueva tarjeta roja, será descalificado inmediatamente.

## Competiciones
Todas las informaciones sobre distancias y competiciones se refieren a eventos de alcance mundial. Se relacionan por orden de aparición de la marcha atlética en cada uno de los eventos.
- Juegos Olímpicos

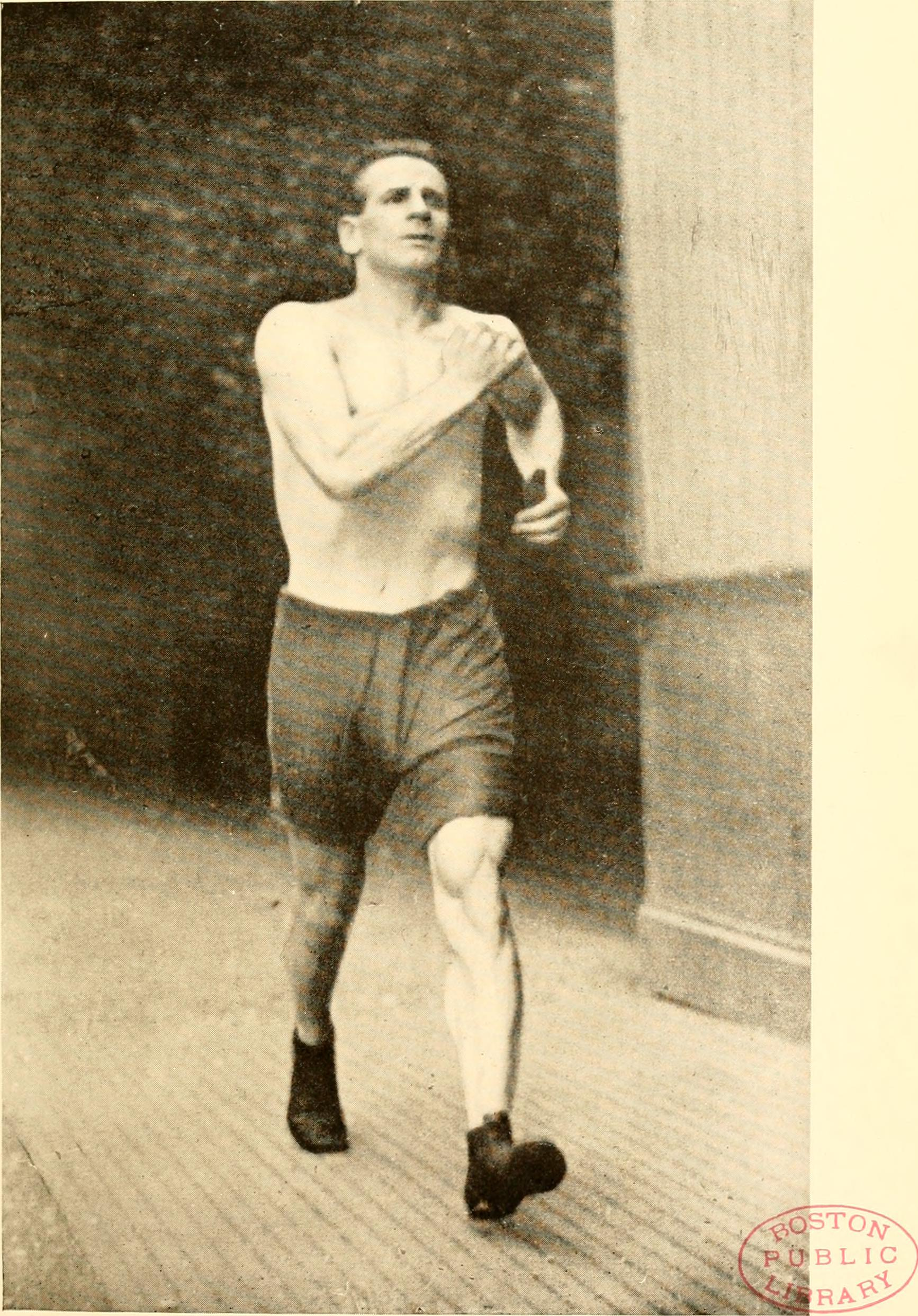
The complete athletic trainer (1913).

Organizados por el Comité Olímpico Internacional (COI), se celebran cada cuatro años. A lo largo de la historia olímpica han ido cambiando las distancias a recorrer por los marchadores (véase Distancias).
La primera ocasión en que la marcha atlética hizo su aparición a nivel mundial fue en los Juegos Intercalados de Atenas de 1906, unos «Juegos Olímpicos» no reconocidos por el Comité Olímpico Internacional.
- Campeonato del Mundo de Marcha Atlética por Equipos

La organiza la Asociación Internacional de Federaciones de Atletismo (IAAF). Es también conocida como la «Copa Lugano» por ser esta la ciudad donde se celebró su primera edición. Es uno de los eventos más prestigiosos dentro del mundo de la marcha atlética.
De celebración bienal, comenzó en 1961 y hasta 1999 se celebró en los años impares. Desde 2002 se celebra en los años pares.
En el año 2016 cambió su denominación pasando a la actual. Anteriormente era conocida como Copa del Mundo de Marcha Atlética.
- Universiadas

Los Juegos Mundiales Universitarios (o Universiadas) son organizados por la Federación Internacional de Deportes Universitarios (FISU) y se celebran cada dos años desde 1959, aunque la marcha atlética no hizo su aparición hasta el año 1981.

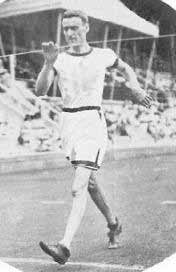
George Goulding en los Juegos Olímpicos de Estocolmo de 1912.

- Campeonato Mundial de Atletismo

Lo organiza la Asociación Internacional de Federaciones de Atletismo (IAAF) desde al año 1983. Las tres primeras ediciones (desde 1983 a 1991) se disputaron de forma cuatrienal, pero a partir de entonces se convirtió en bienal. La marcha atlética está presente desde la primera edición.
- Campeonato Mundial de Atletismo en Pista Cubierta

En 1985 se celebraron en París los Juegos Mundiales en Pista Cubierta que fueron los precursores del Campeonato Mundial de Atletismo en Pista Cubierta.
Organizados por la Asociación Internacional de Federaciones de Atletismo (IAAF), su celebración es bienal desde 1987 (hasta 2003 en años impares y desde 2004 en años pares). La marcha atlética estuvo presente en los Juegos Mundiales en Pista Cubierta y en el Campeonato Mundial en Pista Cubierta en sus primeras cuatro ediciones. Desde la última aparición en 1993 no se han vuelto a celebrar pruebas de marcha atlética en este campeonato.
Aunque no se celebran eventos de marcha atlética en pista cubierta de alcance mundial, IAAF mantiene un ranquin mundial para la categoría sénior (véase Anexo:Mejores marcas mundiales de Marcha Atlética)
- Campeonato Mundial Junior de Atletismo

Lo organiza la Asociación Internacional de Federaciones de Atletismo (IAAF) desde al año 1986 y su celebración es bienal. La marcha atlética está presente desde la primera edición.
- Campeonato Mundial Juvenil de Atletismo

Lo organiza la Asociación Internacional de Federaciones de Atletismo (IAAF) desde al año 1999 y su celebración es bienal. La marcha atlética está presente desde la primera edición.
- Juegos olímpicos de la juventud

Organizados por el Comité Olímpico Internacional (COI), se celebran cada cuatro años desde 2010.

## Distancias
| Cronología de la marcha atlética                                                                           | Cronología de la marcha atlética |
| (desde el año 1900 hasta la actualidad)                                                                    | (desde el año 1900 hasta la actualidad) |
| --- | --- |
| Año | El fondo verde indica la primera aparición de alguna de las distancias, tanto en categoría femenina como masculina.                                                   |
| 1906 | -Juegos Intercalados. Atenas. Primera aparición de la marcha atlética a nivel mundial. 1500 m y 3000 m masculinos No reconocidos por el COI.                          |
| 1908 | -Juegos Olímpicos de Londres. 3500 m y 10 millas masculinos. |
| 1912 | -Juegos Olímpicos de Estocolmo. 10 km masculinos. |
| 1916 | -Juegos Olímpicos de Berlín. Suspendidos por la Primera Guerra Mundial.                                                                                               |
| 1928 | -Juegos Olímpicos de Ámsterdam. No hay marcha atlética. |
| 1932 | -Juegos Olímpicos de Los Ángeles. 50 km masculinos. |
| 1940 | -Juegos Olímpicos de Verano de 1940. Suspendidos por la Segunda Guerra Mundial.                                                                                       |
| 1944 | -Juegos Olímpicos de Londres. Suspendidos por la Segunda Guerra Mundial.                                                                                              |
| 1956 | -Juegos Olímpicos de Melbourne. 20 km masculinos. |
| 1959 | -1.ª Universiada. Sin marcha atlética hasta la edición de 1981. |
| 1961 | -1.ª Copa del mundo de marcha atlética. 20 y 50 km masculinos. |
| 1979 | -9.ª Copa del mundo de marcha atlética. 5 km femeninos. |
| 1981 | -11.ª Universiada. 20 km masculinos. |
| 1983 | -11.ª Copa del mundo de marcha atlética. 10 km femeninos. |
| 1983 | -1r Campeonato Mundial de Atletismo. 20 y 50 km masculinos. |
| 1985 | -13.ª Universiada. 5 km femeninos. |
| 1985 | -Juegos Mundiales en Pista Cubierta. 3000 m femeninos y 5000 m masculinos.                                                                                            |
| 1986 | -1.er Campeonato Mundial Junior. 5000 m femeninos y 10 000 m masculinos.                                                                                              |
| 1987 | -I Campeonato Mundial de Atletismo en Pista Cubierta. 3000 m femeninos y 5000 m masculinos.                                                                           |
| 1987 | -2.º Campeonato Mundial de Atletismo. 10 km femeninos. |
| 1991 | -16.ª Universiada. 10 km femeninos. |
| 1992 | -Juegos Olímpicos de Barcelona. Aparece la marcha atlética femenina en los Juegos Olímpicos: 10 km femeninos.                                                         |
| 1999 | -19.ª Copa del mundo de marcha atlética. 20 km femeninos. |
| 1999 | -VII Campeonato Mundial de Atletismo. 20 km femeninos |
| 1999 | -1.er Campeonato Mundial Juvenil de Atletismo. 5000 m femeninos y 10 000 m masculinos.                                                                                |
| 2000 | -Juegos Olímpicos de Sídney. 20 km femeninos. |
| 2000 | -8.º Campeonato Mundial Junior. 10 000 m femeninos. |
| 2003 | -22.ª Universiada. 20 km femeninos. |
| 2004 | -21.ª Copa del mundo de marcha atlética. 10 km masculinos. |
| 2010 | -I Juegos Olímpicos de la Juventud. 5000 m femeninos y 10 000 m masculinos.                                                                                           |
| 2016 | -La Copa del Mundo de Marcha Atlética pasa a llamarse Campeonato del mundo de marcha atlética por equipos. La IAAF autoriza la participación de mujeres en los 50 km. |
| NOTAS: -Distancias en metros, indican pruebas de pista. -Distancias en kilómetros indican pruebas en ruta. | |

- 1500 metros

La única ocasión en que se marchó (solo hombres) sobre esta distancia en una competición de alcance mundial fue en los Juegos Intercalados de Atenas de 1906. Estos juegos nunca han sido reconocidos oficialmente como Juegos Olímpicos por parte del Comité Olímpico Internacional. No se realizaron más pruebas mundiales de marcha sobre la distancia de 1500 m.
- 3000 metros

Se marchó en dos ocasiones (solo hombres) sobre esta distancia. La primera fue en los no reconocidos Juegos Intercalados de Atenas de 1906. y la segunda en los Juegos Olímpicos de Amberes de 1920. No se realizaron más pruebas mundiales de marcha sobre la distancia de 3000 m al aire libre. Sí que se realizaron, durante un corto período de tiempo, en pista cubierta y en categoría femenina, ya que en hombres la distancia es de 5000 m. Esto fue en Paris-Bercy en 1985, con motivo de los Juegos Mundiales en Pista Cubierta de 1985, que en 1987 pasarían a ser el Campeonato Mundial de Atletismo en Pista Cubierta. Aunque se siguen celebrando cada dos años, la marcha atlética se practicó por última vez en pista cubierta en Toronto, en el Campeonato Mundial de Atletismo en Pista Cubierta de 1993.
Véase también: Marcha atlética en los Campeonatos Mundiales de Atletismo en Pista Cubierta
- 3500 metros

La única ocasión en que se marchó (solo hombres) sobre esta distancia en una competición de alcance mundial fue en los Juegos Olímpicos de Londres de 1908 Este 3500 m y las 10 millas representaron el debut de la marcha en una competición de alcance mundial. No se realizaron más pruebas mundiales de marcha sobre la distancia de 3500 m.
- 5000 metros

Se realizaron durante un corto período de tiempo, en pista cubierta y en categoría masculina, ya que en mujeres la distancia era de 3000 m. Esto fue en Paris-Bercy en 1985, con motivo de los Paris-Bercy, que en 1987 pasaría a ser el Campeonato Mundial de Atletismo en Pista Cubierta. Aunque se sigue celebrando cada dos años, la marcha atlética se practicó por última vez en pista cubierta en Toronto, en el Campeonato Mundial de Atletismo en Pista Cubierta de 1993. En los Campeonatos Mundiales Junior de Atletismo se marchó en categoría femenina sobre esta distancia entre la primera edición, en Atenas en 1986, y la edición del año 1998. Las siguientes ediciones se realizaron ya sobre la distancia de 10 000 m, igual que en categoría masculina. En la actualidad se mantiene la distancia en los Campeonatos Mundiales Juveniles de Atletismo en categoría femenina. Se practica desde la primera edición en Bydgoszcz, Polonia, del Campeonato Mundial Juvenil de Atletismo de 1999. También se mantiene en categoría femenina en los Juegos Olímpicos de la Juventud desde la primera edición en Singapur 2010.
- 5 kilómetros

En los Juegos Mundiales Universitarios, más conocidos como Universiadas, no se realizaron pruebas de marcha femenina hasta el año 1983, aunque los juegos existen desde 1959. Las mujeres marcharon sobre esta distancia entre 1985 y 1989, en que se dejó de hacer esta distancia para pasar a los 10 km en ediciones posteriores y más tarde sobre los 20 km.
- 10 000 metros

En los Campeonatos Mundiales Júnior de Atletismo se marcha en categoría masculina sobre la distancia desde la primera edición, en Atenas, en 1986. En categoría femenina se marcha desde la edición del año 2000.
También se marcha sobre esta distancia en los Campeonatos Mundiales Juveniles de Atletismo en categoría masculina. Se practica desde la primera edición en Bydgoszcz, Polonia, del Campeonato Mundial Juvenil de Atletismo de 1999.
- 10 kilómetros

En los Juegos Olímpicos los hombres han marchado en cinco ocasiones sobre esta distancia, mientras que las mujeres lo han hecho en dos. Los hombres empezaron en Juegos Olímpicos de Estocolmo de 1912 y tras el parón de la Primera Guerra Mundial continuaron en los juegos de Amberes de 1920. Después de esto, en 1928 no hubo pruebas de marcha y en 1932 y 1936 no se marchó sobre la distancia. Además hay que sumar el obligado parón consecuencia de la Segunda Guerra Mundial. Como consecuencia de todo ello no se volvió a marchar sobre esta distancia hasta Londres 1948 y Helsinki 1952. No se volvió a marchar en unos Juegos Olímpicos sobre la distancia de 10 km en categoría masculina. A partir de los siguientes juegos (Juegos Olímpicos de Melbourne 1956) la distancia sería ya de 20 km. Las mujeres tuvieron que esperar hasta los Juegos Olímpicos de Barcelona de 1992 para que la marcha femenina hiciera su debut olímpico. La siguiente ocasión en que se marchó sobre la distancia fue en Atlanta 1996 y también fue la última, ya que a partir de los siguientes juegos (Sídney 2000) la distancia sería ya de 20 km.
En los Campeonatos Mundiales de Atletismo solo las mujeres han marchado sobre la distancia. Fue entre los años 1987 y 1997. En la siguiente ocasión (Sevilla 1999) lo hicieron ya sobre los 20 km. En los Juegos Mundiales Universitarios, más conocidos como Universiadas, las mujeres marcharon sobre la distancia entre el año 1991, cuando pasaron de los 5 a los 10 km, y 2001, en que se dejó de hacer esta distancia para pasar a los 20 km en ediciones posteriores. En la Copa del Mundo de Marcha Atlética las mujeres llevan compitiendo en la distancia desde el año 1983 hasta la fecha, con un parón en los años 1999 y 2002, en que no se compitió en la distancia. Los hombres la realizan de manera ininterrumpida desde el año 2004. También se mantiene en categoría masculina en los Juegos Olímpicos de la Juventud desde la primera edición en Singapur 2010.
- 10 millas

La única ocasión en que se marchó (solo hombres) sobre esta distancia en una competición de alcance mundial fue en los Juegos Olímpicos de Londres de 1908 Estas 10 millas y los 3500 m fueron el debut de la marcha en una competición de alcance mundial oficialmente reconocida. No se realizaron más pruebas mundiales de marcha sobre la distancia de 10 millas.
- 20 000 metros

No se han realizado pruebas mundiales de marcha sobre la distancia de 20 000 m, aunque IAAF mantiene un registro de récords (véase Mejores marcas mundiales de Marcha Atlética).
- 20 kilómetros

En marcha olímpica masculina se empezó a practicar en 1956, en los Juegos Olímpicos de Melbourne. En marcha olímpica femenina también se empezó en Australia, pero hubo que esperar 44 años hasta el año 2000 con motivo de los Juegos Olímpicos de Sídney. En Juegos Olímpicos se mantiene la práctica sobre la distancia en categorías tanto masculina como femenina.
Esta distancia también se practica en categoría masculina en la Copa del Mundo de Marcha Atlética desde 1961, en los Juegos Mundiales Universitarios (Universiadas) desde 1981 y en los Campeonatos Mundiales de Atletismo desde 1983. En categoría femenina en la Copa del Mundo de Marcha Atlética y en los Campeonatos Mundiales de Atletismo desde 1999 y en los Juegos Mundiales Universitarios (Universiadas) desde 2003.
- 30 000 metros

No se han realizado pruebas mundiales de marcha sobre la distancia de 30 000 m, aunque IAAF mantiene un registro de récords (véase Mejores marcas mundiales de Marcha Atlética).
- 30 kilómetros

No se han realizado pruebas mundiales de marcha sobre la distancia de 30 km.
- 35 kilómetros

A partir de 2021 esta distancia sustituirá en los campeonatos internacionales a la actual prueba de 50 km.
- 50 000 metros

No se han realizado pruebas mundiales de marcha sobre la distancia de 50 000 m, aunque IAAF mantiene un registro de récords (véase Mejores marcas mundiales de Marcha Atlética).
- 50 kilómetros

Esta distancia se practicaba únicamente en categoría masculina hasta el año 2016. Existe, a nivel olímpico, desde el año 1932 en los Juegos de Los Ángeles. Desde entonces, salvo por la obligada interrupción consecuencia de la Segunda Guerra Mundial, se ha marchado sobre los 50 km en todas las ocasiones olímpicas salvo en los Juegos Olímpicos de Montreal del año 1976, en que solo se marchó sobre los 20 km. También se practica en la Copa del Mundo de Marcha Atlética desde 1961 y en los Campeonatos Mundiales de Atletismo desde 1983, siempre en categoría masculina.
Como se indicó, desde el año 2016 se autoriza la participación de mujeres sin clasificación por sexo siendo una prueba mixta. La primera prueba autorizada por la IAAF fue el Campeonato del Mundo de Marcha Atlética por Equipos (antes conocida como Copa del Mundo de Marcha Atlética) celebrada en Roma. Cabe destacar el hecho de que esta primera edición hubo tan solo una participante, la estadounidense Erin Talcott formando parte del equipo de los Estados Unidos.
A partir de 2021 esta prueba desaparecerá de las competiciones internacionales, siendo sustituida por la de 35 km marcha.

## Marcha atlética en la cultura popular
Cine

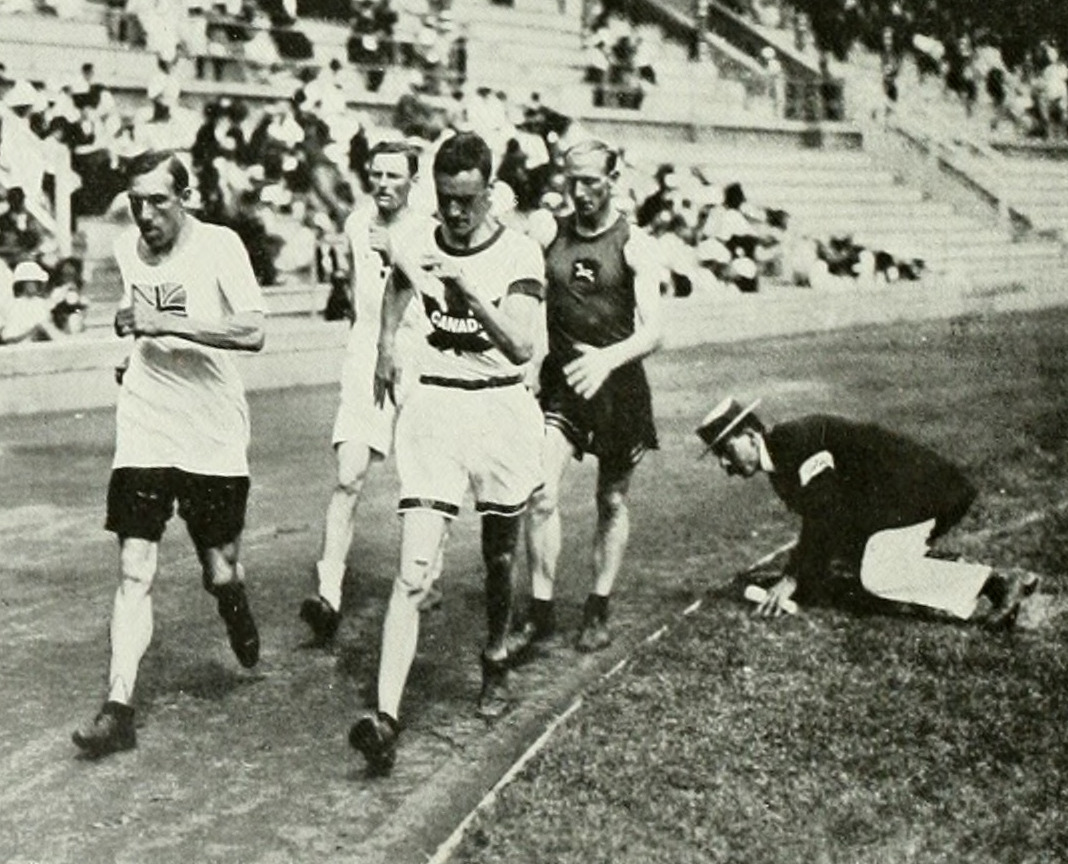
Final de los 10 km marcha en los juegos olímpicos de 1912.

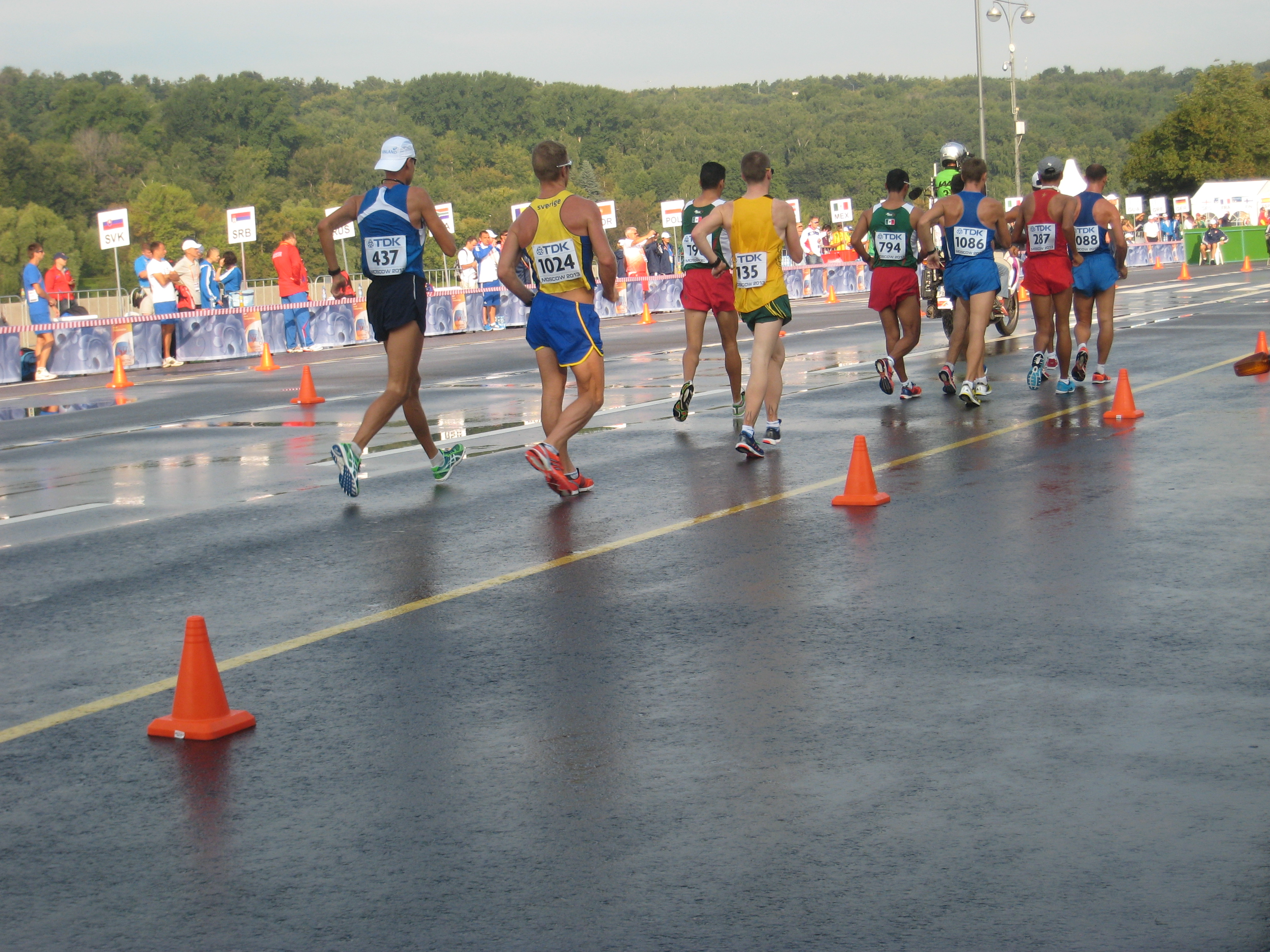
Prueba de 50 km marcha en el Campeonato Mundial de Atletismo de 2013.

- Doctor Detroit (1983): Dan Aykroyd interpreta a un profesor un poco extravagante que, entre otras cosas, practica la marcha atlética.[49]

- Walk, Don't Run (Camina no Corras/Apartamento para tres)(1966): una película de Cary Grant que gira en torno a tres personas que se ven obligadas a compartir un apartamento en vísperas de los Juegos Olímpicos de Tokio. Esta comedia fue la última película protagonizada por el actor. El desenlace se desarrolla durante la competición, que ocupa los últimos veinte minutos.[49][50]

- Personal Best (1986): dos mujeres atletas (no marchadoras) entrenan, compiten, y se enamoran. En algunas escenas se puede ver a marchadores reales al fondo de la imagen en Eugene, Oregón. Entre los deportistas reales que aparecen se puede reconocer a Jim Heiring, Sharp y Marco Evoniuk.[49]

- Cuando Harry encontró a Sally (1989): Billy Crystal marcha por Central Park en una escena corta.[49]

- Are We Done Yet?: protagonizada por Ice Cube y John C. McGinley, sobre un excéntrico contratista que también es un exmarchador profesional.

- The Lemon Sisters (1983): Diane Keaton, Carol Kane y Kathryn Grody son hermanas. Diane retoma la marcha atlética. A Henry Laskau se le ve compitiendo en el paseo marítimo de Atlantic City entre vítores de la multitud.[49]

- Passport to Pimlico (1949): comedia de Henry Cornelius.

- Novios (1999): película cómica de Joaquín Oristrell con Juan Diego Botto como uno de los intérpretes. Tras el título de la película (minuto 2) aparece marchando por la calle durante un entreno. También aparece marchando en los minutos 6, 41 y 73.

Televisión
- Almost Live!: interpretado por Bill Nye como un superhéroe que lucha contra el crimen.[49]

- Malcolm in the middle: 4.ª Temporada, Episodio 70 Malcolm se muerde la lengua (Malcolm Holds His Tongue) el protagonista retoma la marcha atlética.

Videojuegos
- Homestarrunner.com: 50K Racewalker. Un juego donde el jugador debe marchar durante 50 km con el fin de ganar, lo que requiere más de 20 horas de juego.[51]